# Romanzado
Romanzado (en basque Erromantzatua) une ville et une commune de la Communauté forale de Navarre (Espagne).
Elle est située dans la zone non bascophone de la province et à 45,5 km de sa capitale, Pampelune. Le castillan est la seule langue officielle alors que le basque n’a pas de statut officiel.
Cette municipalité se compose :
- des villages suivants : Arboniés, Bigüézal et Domeño,
- et des bourgs de Adansa, Iso, Napal, Orradre, Usún, Berroya et Murillo-Berroya.

Le secrétaire de mairie est aussi celui de Lumbier.

## Démographie
| Évolution démographique                                   | Évolution démographique | Évolution démographique | Évolution démographique | Évolution démographique | Évolution démographique | Évolution démographique | Évolution démographique | Évolution démographique | Évolution démographique | Évolution démographique |
| 1996                                                      | 1998                    | 1999                    | 2000                    | 2001                    | 2002                    | 2003                    | 2004                    | 2005                    | 2006                    | 2007                    |
| --------------------------------------------------------- | ----------------------- | ----------------------- | ----------------------- | ----------------------- | ----------------------- | ----------------------- | ----------------------- | ----------------------- | ----------------------- | ----------------------- |
| 161                                                       | 162                     | 167                     | 168                     | 166                     | 163                     | 149                     | 154                     | 151                     | 154                     | 166                     |
| Sources: Romanzado et instituto de estadística de navarra |                         |                         |                         |                         |                         |                         |                         |                         |                         |                         |